# Бокшай Еміліян
Еміліян Бокшай (1889 — 1976) — український священик, журналіст, церковний і педагогічний діяч на Закарпатті.
Працював викладачем релігії в Ужгородській гімназії, написав низку шкільних підручників, між іншим «Исторія Церкви Христовой» (1934) і «Мадярсько-руський словар».
Був журналістом та редактором кількох закарпатських газет. Разом з Августином Волошиним працював у редакціях двох газет: у 1918 році був помічником редактора науково-популярного тижневика «Наука», з 1921 — редактором духовної газети «Благовістник». У 1935—1938 роках видавав газету «Неділя», яка друкувалася «язичієм» і пропагувала політичне русинство та «малий русинізм», відмежовуючи закарпатських українців від інших.